# Friedrich Adrario
Friedrich Adrario (* 29. November 1918 in Piedicolle; † 25. Juni 2011 in Wien) war ein österreichischer Offizier der Wehrmacht und des österreichischen Bundesheeres, zuletzt im Rang eines Generalmajors.

## Leben
Adrario war Sohn eines Sägewerksbesitzers. 1937 trat er als Freiwilliger in das  Tiroler Landesschützen-Regiment ein und gehörte ab 1938 der Wehrmacht zunächst als Gebirgsjäger an. Er war am Überfall auf Polen beteiligt. 1940 erfolgte eine Offiziersausbildung an der Infanterieschule Berlin-Döberitz. Als Leutnant wurde er dann Zugführer in einer Panzerjägerkompanie und wurde im Westfeldzug eingesetzt. Hier erhielt er das Eiserne Kreuz II. Klasse. Ab Sommer 1941 wurde Adrario an der Ostfront eingesetzt. Im April 1942 wurde er als Oberleutnant Kompanieführer. Im Mai 1942 wurde er für Abwehrerfolge in der Wolchow-Schlacht mit dem Deutschen Kreuz in Gold ausgezeichnet. Nach einer Kopfverletzung kommandierte er kurz eine Ersatzabteilung in Bad Reichenhall und war Ausbilder für Aufklärung und Panzerabwehr an der Infanterieschule Hohenfels. Im Februar 1943 wurde er als Kommandeur der 1. Kompanie der motorisierten Aufklärungsabteilung 113 wieder an die Ostfront geschickt. Nach erneuter Verwundung wurde Adrario nach Frankreich versetzt. Nach dem Besuch der Panzertruppenschule wurde er im Juli 1944 zum Hauptmann und zum Kommandeur der Panzerjägerabteilung 200 der 21. Panzerdivision ernannt. In dieser Funktion nahm er an der Schlacht von Caen teil und wurde für Erfolge bei der Panzerabwehr mit dem Ritterkreuz des Eisernen Kreuzes ausgezeichnet. Im August wurde Adrario zur 272. Volksgrenadierdivision versetzt und nahm mit dieser an den Rückzugskämpfen teil. 1945 geriet er nach weiteren Verwundungen in amerikanische Kriegsgefangenschaft.
Nach dem Kriegsende war er zunächst im Unternehmen seiner Familie tätig, trat aber 1954 der B-Gendarmerie im Range eines Rittmeisters bei. 1956 wurde er für zwei Jahre im Bundesheer Kompaniechef im Jägerbataillon 22. Er wurde dann im Arbeitsstab für Panzerjäger der Panzertruppenschule tätig. 1959 war er Mitglied des Manöverstabes im Korpskommando I, und absolvierte dann im Rang eines Majors die Stabsausbildung. 1962 wurde er Angehöriger des Stabs und 1963 Stabschef der 9. Panzergrenadierbrigade und Oberstleutnant. 1967 wurde er Hauptlehroffizier an der Landesverteidigungsakademie in Wien. Er leitete hier die Ausbildung der Stabsoffiziere. In dieser Zeit war er für den Mobilisierungsfall als Oberquartiermeister der österreichischen Streitkräfte vorgesehen. 1973 wurde er als Brigadier stellvertretender Leiter des Heeres-Materialamtes und trat 1983 als Generalmajor in den Ruhestand.